# Польовий командир
Польови́й команди́р — загальновживане позначення військового (не політичного) лідера якого-небудь озброєного формування, яке підпорядковується особисто йому і, який має усю повноту влади над непідконтрольною офіційним інституціям територією. Польові командири можуть підпорядковуватися місцевим вищим лідерам або діяти самостійно, інколи переслідуючи власні цілі.

## Зміст
Зазвичай польовий командир є військовим та цивільним лідером або керівником субнаціональної території завдяки присутності в цьому регіоні озброєного військового формування (як правило «незаконного»), які підкоряється безпосередньо цьому командирові, а ні уряду або центральній владі. Також термін «польовий командир» відноситься до осіб, хто підтримує ідею ведення військових дій у будь-якому регіоні та має певну владу й сили та засоби для ведення активних бойових дій, без прив'язки до якого-небудь географічного району або території.
Термін «польові командири» вперше з'явився в період хаосу, який охопив Китай у прикінцеві часи правління маньчжурської династії Цін до утворення Республіки Китай, з моменту смерті Юань Шикая у 1916 році до 1928 року. Цей період знайшов в історії ім'я «Ера польових командирів Китаю». Водночас коріння існування феномену польових командирів набагато старіше. Так, за часів періоду Сенґоку в японській історії існувало чимало воєначальників, які сучасною мовою можливо назвати польовими командирами.
Як правило, феномен польових командирів з'являвся у країнах, що знаходилися в стадії колапсу, державах, де центральний уряд та національні лідери або повністю втратили легітимну владу або мали вкрай слабкі та обмежені спроможності керівництва державою. У такому випадку країна існує лише, як залежна або взагалі нездатна функціювати оболонка, яка мало спільного з інститутом державності: надзвичайно високий рівень клієнтизму, низький бюрократичний контроль та висока стимулювальна мотивація для продовження ведення бойових дій для абиякої підтримки економічної системи неспроможної країни.
Так, після краху Сомалійського уряду, польові командири з'являлися на політичній арені й заснували чимало форм власного правління деякими частинами зруйнованої країни. Територіями та країнами, де керманичами були польові командири, стали Афганістан, Ірак, Бірма, Росія (Чечня і Дагестан), Колумбія, Демократична Республіка Конго, Лівія, Судан, Філіппіни, Пакистан та Таджикистан.